# Jake Gibb
Jake Gibb, właśc. Jacob Spiker Gibb (ur. 6 lutego 1976 w Bountiful) – amerykański siatkarz plażowy, grający obecnie w rozgrywkach AVP Tour z Taylorem Crabbem. Reprezentował Stany Zjednoczone na igrzyskach olimpijskich w 2008 i 2012 roku z Seanem Rosenthalem, w 2016 roku z Caseyem Pattersonem oraz w 2020 roku z Trim Bourne’em.

## Życie osobiste
Urodził się i wychowywał w Bountiful w stanie Utah, gdzie grał w golfa i koszykówkę. W 2002 roku ukończył studia biznesowe na Uniwersytecie Utah, jednak w czasie studiów nie grał w siatkówkę. Dopiero w wieku 21 lat zaczął grać w siatkówkę plażową ze swoim bratem bliźniakiem Colemanem. Ma dziesięcioro rodzeństwa.
Dwukrotnie wygrał walkę z rakiem. Najpierw w 2002 roku usunięto złośliwego czerniaka z lewego ramienia, a w 2010 roku zdiagnozowano u niego raka jąder.
Ma żonę Jane, z którą pobrał się w 2000 roku, a następnie przenieśli się do południowej Kalifornii. Obecnie mieszkają Huntington Beach w Kalifornii.

## Kariera
Przed współpracą z Taylorem Crabbem w 2017 roku grał z Seanem Rosenthalem, Mikiem Danielem, Steinem Metzgerem, Ty Loomisem i Adamem Jewellem. W 2005 roku wraz z Metzgerem zagrał w 14 turniejach AVP z czego wygrał cztery z nich, trzykrotnie był drugi, a na najniższym stopniu podium stawał pięć razy.
W 2006 roku zagrał razem z Rosenthalem w 16  turniejach AVP i wygrali jeden turniej – był to ich wspólny debiut. W następnym roku zagrali w 17 turniejach i dwukrotnie zwyciężyli. Siedmiokrotnie zajmowali drugie miejsce oraz dwukrotnie trzecie. W 2008 roku pokonali najwyżej sklasyfikowany amerykański duet Dalhausser-Rodgers w ostatnim turnieju w Long Beach przed igrzyskami olimpijskimi w 2008 roku. W tamtym sezonie rozegrali 7 turniejów, w których dwukrotnie zajmowali pierwsze oraz drugie miejsce.
W 2012 roku wygrali World Tour 2012 organizowany przez FIVB. Dwukrotnie zajmowali pierwsze miejsce, dwukrotnie drugie oraz raz byli na trzecim miejscu.
W 2021 roku uczestniczył na igrzyskach olimpijskich w Tokio w wieku 45 lat, co uczyniło go najstarszym siatkarzem plażowym na turnieju olimpijskim.